# Бошаца
Бошаца (слч. Bošáca) насељено је мјесто са административним статусом сеоске општине (слч. obec) у округу Ново Место на Ваху, у Тренчинском крају, Словачка Република.

## Становништво
| Година:    | 1994. | 2004.   | 2014.   | 2024.   |
| ---------- | ----- | ------- | ------- | ------- |
| Број људи: | 1367  | 1342    | 1393    | 1321    |
| Разлика:   |       | -1,82 % | +3,80 % | -5,16 % |

| Година:    | 2023. | 2024.   |
| ---------- | ----- | ------- |
| Број људи: | 1334  | 1321    |
| Разлика:   |       | -0,97 % |

Према подацима о броју становника из 2024. године насеље је имало 1321 становника.